# サタデーホットリクエスト・WEST
サタデーホットリクエスト・WEST（サタデーホットリクエスト・ウエスト）はNHK大阪放送局で放送されていたリクエスト番組。通称：「サタリクWEST(ウエスト)」。
歴史的な流れとして、BKリクエストアワー（1996年度まで土曜日15:00から18:00に大阪放送局スタジオから生放送。不定期で公開放送）の機能を引き継いだものであるが、BKリクエストアワーは大阪府ローカルだったのに対し、この番組は土曜日14:00 - 18:50にNHK505スタジオから生放送される『サタデーホットリクエスト』の関西版として、近畿地方2府4県向けの広域放送だった。14:00 - 16時00は東京のスタジオからネット受けし、16:00 - 18:00は大阪放送局製作で放送していた(18:00 - 18:50は大阪局製作の番組『大阪発デジタルバザール』を放送していた)。
基本的に近畿地方のみでの放送であるが、東京から放送できないときは14:00 - 18:50の全編を大阪放送局製作で全国放送していた。また、まれに祝日・年末年始などの編成の都合で、大阪発が休止となり東京発を全編放送したこともある。
2008年3月22日で終了（なお『大阪発デジタルバザール』については4月以降は別の放送時刻に変更）。それ以後は東京発の「サタデーホットリクエスト」を5時間全編放送するようになる。

## パーソナリティ
番組終了時
- U.K.(2004年4月 - 2008年3月22日)
- 小塚舞子(2007年4月 - 2008年3月22日)

過去
- 古藤ロレナ(2004年4月 - 2007年3月)
- 中岡優介(2003年5月 - 2004年3月)

(当初は「サタリク君」という名前で、ボイスチェンジャーを通した声で登場していた)
- ケー(2002年4月 - 2004年3月)
- 小牧芽美(?～2002年3月30日)

## 番組放送局
- NHK-FM 大阪
- NHK-FM 京都
- NHK-FM 兵庫
- NHK-FM 滋賀
- NHK-FM 奈良
- NHK-FM 和歌山

## 補足
- 当初は「サタデーホットリクエスト関西版」という番組名だった（小牧芽美時代では「小牧芽美のサタデーホットリクエスト関西版」という番組名だった）。
- 新聞のラジオ欄には「サタデーホットリクエストII」と表記されていたが、2000年代中頃から「サタデーホットリクエストW」と表記していた。
- また、アーティスト特集が不定期で総合テレビ（関西ローカル）で放送していたこともあったが、末期には放送されなくなった。
- 放送時間については、2004年3月までは16:00 - 18:50の放送であったが、2004年4月以降は『デジタルバザール』開始のため、16:00 - 18:00の放送となった。
- 番組末期には、最終週には番組を休止する傾向があった。なお2007年3月より最終週には和歌山局のみ16:00 - 18:50に『わかやまパワーステーション』を放送している。